# Gabriel Lämmle

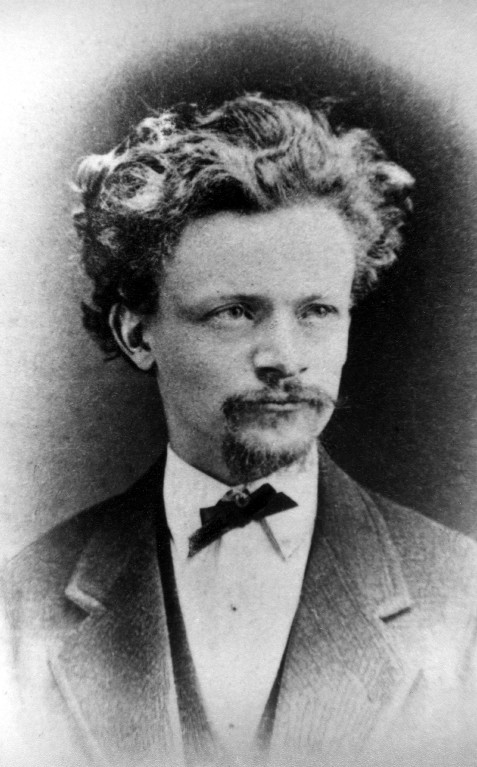
Gabriel Lämmle, Aufnahme um 1890

Gabriel Lämmle (* 13. März 1851 in Laupheim; † 12. November 1925 in Neufra bei Riedlingen) war ein deutscher Bildhauer.

## Leben
Gabriel Lämmle wurde am 13. März 1851 in Laupheim als Sohn eines Drechslers geboren. Im Alter von 18 Jahren schrieb er sich 1869 an der Akademie der Bildenden Künste München ein, wo er bei Josef Knabl die Klasse für christliche Plastik besuchte. Vermutlich hat Lämmle vorher eine Lehre bei einem Bildhauer oder Steinmetz absolviert. Nach den Studienjahren in München ließ er sich in Ravensburg als selbstständiger Bildhauer nieder. Dort heiratete er 1876 die gleichaltrige, aus Innsbruck stammende Schauspielerin Barbara Wackerle (1851–1935), die zwischen 1877 und 1891 acht Kindern das Leben schenkte. Von 1883 bis 1905 war Lämmle in Riedlingen tätig, danach in Herbertingen, wo er neben seiner Tätigkeit als Bildhauer die örtliche Bahnhofswirtschaft betrieb. Offenbar gelang es ihm zu dieser Zeit kaum mehr neue kirchliche Auftraggeber zu finden, nachdem der in der Gründerzeit boomende Kirchenbau schon gegen Ende des 19. Jahrhunderts wieder stark zurückgegangen war und damit viele der spätnazarenischen Bildschnitzer und Altarbauer ihre Haupteinnahmequelle verloren.

## Werke (Auswahl)
- Altheim (bei Riedlingen), katholische Pfarrkirche St. Martin: Martinsstatue über dem Kirchenportal, Kreuzigungsgruppe an der äußeren Chorwand
- Bussenkirche (St. Johannes Baptist): Kreuztragender Christus
- Deggingen, katholische Pfarrkirche zum Heiligen Kreuz: Kreuztragende Canisius-Statue
- Emerkingen: Großes Kruzifix (Priesterkreuz) auf dem Friedhof
- Ertingen, katholische Pfarrkirche St. Georg: Muttergottes, Erzengel Michael, Veronika mit Schweißtuch Christi
- Illerkirchberg-Unterkirchberg, katholische Kirche St. Martin: Madonna
- Langenenslingen-Wilflingen, katholische Kirche St. Johannes Nepomuk: Petrus und Paulus, Pieta, Mutter Anna
- Laupheim, St. Peter und Paul: Heiliger Märtyrer Sebastian sowie Kreuzweg und Skulpturen der Ölbergkapelle bei St. Leonhard (1880/81)
- Mengen, katholische Martinskirche: Kreuzweg
- Mittelbiberach, katholische Pfarrkirche St. Cornelius und Cyprian: Kreuzweg
- Riedlingen, katholische Pfarrkirche St. Georg: Auferstehungsaltar
- Riedlingen-Neufra, katholische Pfarrkirche St. Peter und Paul: Muttergottes, Herz Jesu, Weltenrichter nach der geheimen Offenbarung
- Unlingen-Uigendorf, katholische Kirche St. Ulrich: Hochaltar-Statuen.
- Ummendorf (bei Biberach), katholische Johanneskirche: Gute Beta, Heinrich von Seuse, Grab Christi
- Untersulmetingen-Niederkirch, Wallfahrtskirche St. Georg (Niederkirch): Heilige Georg und Sebastian
- Uttenweiler-Dieterskirch, St.-Ursula-Kirche (erbaut 1898): Kreuzweg
- Uttenweiler-Oberwachingen: Schutzengelgruppe